# (7307) Takei
(7307) Takei est un astéroïde de la ceinture principale.

## Description
(7307) Takei est un astéroïde de la ceinture principale. Il fut découvert le 13 avril 1994 à Nachikatsuura par Yoshisada Shimizu et Takeshi Urata. Il présente une orbite caractérisée par un demi-grand axe de 2,74 UA, une excentricité de 0,09 et une inclinaison de 7,0° par rapport à l'écliptique.

## Compléments